# Beziehungen zwischen Bulgarien und den Vereinigten Staaten

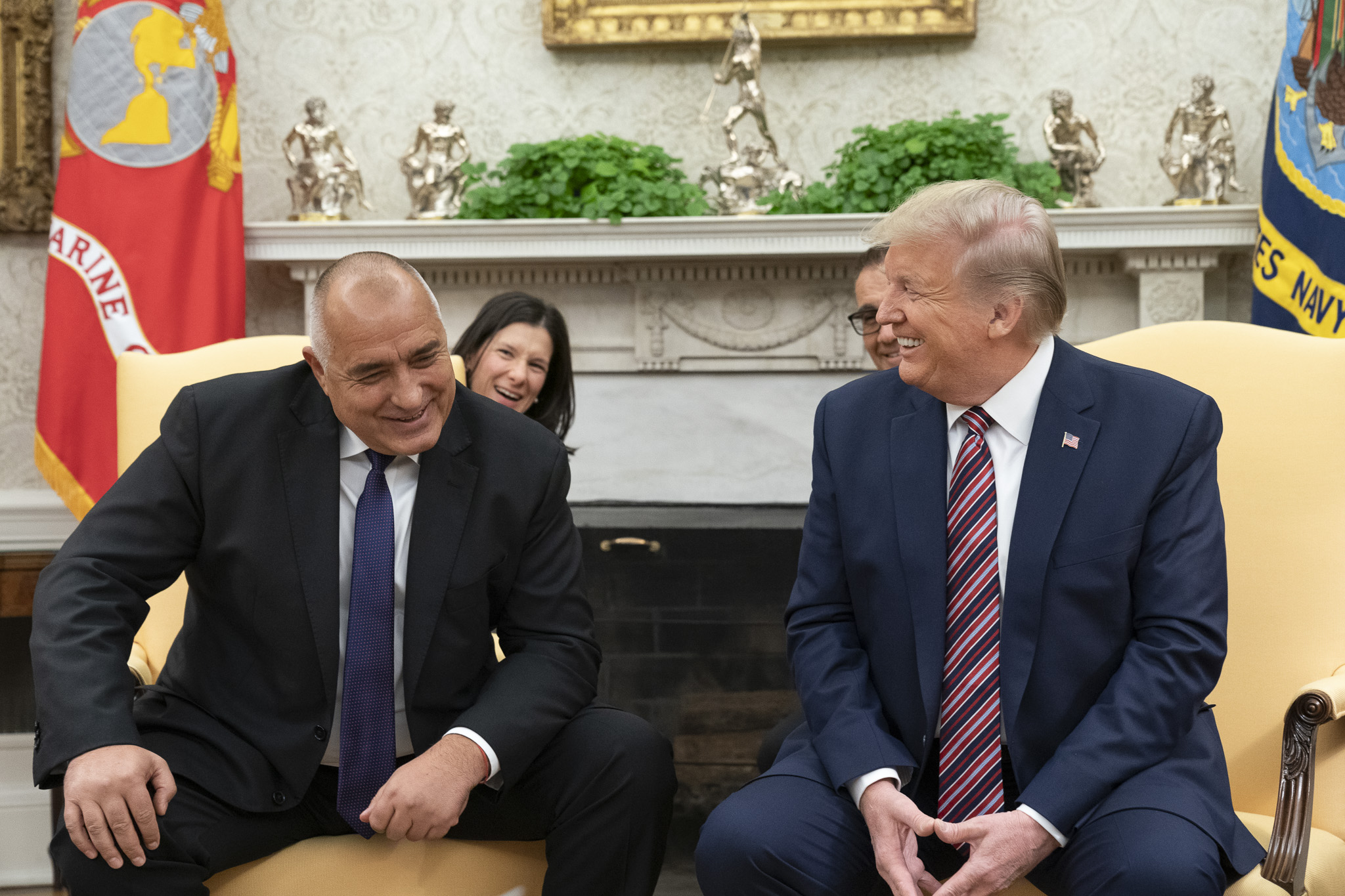
Bulgariens Premierminister Bojko Borissow mit US-Präsident Donald Trump im Weißen Haus (2019)

Die Beziehungen zwischen Bulgarien und den Vereinigten Staaten sind das zwischenstaatliche Verhältnis zwischen Bulgarien und den Vereinigten Staaten von Amerika (USA). Beide Staaten unterhalten freundschaftliche diplomatische, wirtschaftliche und kulturelle Beziehungen. Vom US-Außenministerium wird Bulgarien als verlässlicher Verbündeter in einer strategisch wichtigen Region beschrieben. Bulgarien ist seit 2004 Mitglied der NATO und damit formal Bündnispartner der USA.

## Geschichte

### Frühe Beziehungen
Die ersten diplomatischen Kontakte zwischen beiden Ländern kamen im Jahr 1903 zustande, als ein US-Gesandter in Sofia akkreditiert wurde. Die Vereinigten Staaten erkannten die Unabhängigkeit Bulgariens – das sich 1908 vom Osmanischen Reich löste – offiziell am 3. Mai 1909 an. 1914 nahm Bulgarien eine eigene Gesandtschaft in Washington, D.C. auf, und 1919 richteten die USA eine Gesandtschaft in Sofia ein.

### Zweiter Weltkrieg
Im Zweiten Weltkrieg stand Bulgarien auf Seiten der Achsenmächte: Unter deutschem Druck erklärte es den USA am 13. Dezember 1941 den Krieg, woraufhin der amerikanische Gesandte Sofia verließ. Die Vereinigten Staaten selbst erklärten Bulgarien erst am 5. Juni 1942 den Krieg.

### Kalter Krieg
Nach Kriegsende geriet Bulgarien in den Einflussbereich der Sowjetunion; am 15. September 1946 wurde die Volksrepublik Bulgarien ausgerufen. Die diplomatischen Beziehungen zu den USA, die während des Kriegs abgebrochen waren, konnten im September 1947 wieder aufgenommen werden. Bereits wenige Jahre darauf kam es jedoch zu neuen Spannungen: Im Januar 1950 wies die kommunistische Regierung den amerikanischen Botschafter wegen Spionagevorwürfen aus, woraufhin Bulgarien am 20. Februar 1950 die Beziehungen erneut abbrach. Erst Ende der 1950er Jahre wurde ein Ausgleich erzielt: 1959/60 stimmten beide Länder der Wiederaufnahme diplomatischer Beziehungen zu, und 1966 wurden die Gesandtschaften in Botschaften umgewandelt. Während des Kalten Krieges blieben die Beziehungen aufgrund der Bündniszugehörigkeiten Bulgariens zum Warschauer Pakt und der USA zur NATO begrenzt.

### Nach 1989
Nach dem Ende der kommunistischen Herrschaft 1989 verbesserten sich die bulgarisch-amerikanischen Beziehungen grundlegend. Die USA unterstützten Bulgariens Übergang zu Demokratie und Marktwirtschaft in den 1990er Jahren. Heute unterhalten die USA eine Botschaft in Sofia. Bulgarien verfügt über eine Botschaft in Washington, D.C., sowie Generalkonsulate in New York City, Chicago und Los Angeles.

#### Sicherheitspolitik
Bulgarien orientierte sich außenpolitisch neu und trat 2004 der NATO sowie 2007 der Europäischen Union bei. Seither arbeiten beide Staaten eng als Verbündete zusammen, insbesondere in den Bereichen Verteidigung und Sicherheit. Ein bilaterales Verteidigungsabkommen von 2006 ermöglicht es den USA, mehrere bulgarische Militärstützpunkte mitzunutzen, was gemeinsame Übungseinsätze erleichtert. Bulgarien unterstützte die USA zudem in internationalen Militäreinsätzen und beteiligte sich an von den USA geführten Koalitionen, unter anderem im Irakkrieg und im Einsatz in Afghanistan nach 2001. Auch bei der Strafverfolgung und Stärkung des Rechtsstaats arbeiten beide Regierungen eng zusammen. Nach der russischen Invasion der Ukraine 2022 haben beide Länder ihre Verteidigungsoperation ausgebaut und eine Zusammenarbeit im Bereich Erdgas begonnen.

#### Wirtschaft
Die Wirtschaftsbeziehungen zwischen Bulgarien und den USA haben sich seit den 1990er Jahren kontinuierlich entwickelt. Das bilaterale Handelsvolumen mit Waren erreichte im Jahr 2022 rund 2,0 Milliarden US-Dollar (ein Zuwachs von 33 % gegenüber dem Vorjahr). Die Vereinigten Staaten haben umfangreiche Investitionen in Bulgarien getätigt, insbesondere im IT- und Technologiebereich. Mehrere große US-Technologieunternehmen – darunter Hewlett-Packard, Microsoft, IBM, Cisco, Oracle, SAP und VMware – sind mit Niederlassungen und Entwicklungszentren in Bulgarien vertreten. Gleichzeitig expandieren auch bulgarische Firmen in den US-Markt und sind dort zunehmend erfolgreich tätig. Beide Länder haben Abkommen geschlossen, um die wirtschaftliche Zusammenarbeit zu erleichtern – so existieren ein bilaterales Investitionsschutzabkommen sowie ein Abkommen zur Vermeidung der Doppelbesteuerung.

#### Kultur
Heute bestehen rege kulturelle und personelle Verbindungen zwischen Bulgarien und den USA. Schätzungsweise 250.000 Personen bulgarischer Abstammung leben in den Vereinigten Staaten, und umgekehrt und umgekehrt leben auch einige tausende US-Amerikaner in Bulgarien und viele Amerikaner besuchen das Land als Touristen. Ein bedeutendes Beispiel für den Kulturaustausch ist die 1991 gegründete American University in Bulgaria, die als einzige amerikanisch akkreditierte Hochschule im Land Studenten aus der gesamten Region anzieht. In jüngerer Zeit wächst das Interesse amerikanischer Bürger an der Geschichte, Kultur und Natur Bulgariens stetig, und beide Seiten bemühen sich, die Kontakte zwischen den Bevölkerungen weiter zu vertiefen.